# 彼得·韦谢洛夫斯基
彼得·韦谢洛夫斯基（捷克語：Peter Veselovský，1964年11月11日—2025年8月2日），斯洛伐克男子冰球运动员。他曾代表捷克斯洛伐克国家队参加1992年冬季奥林匹克运动会冰球比赛，获得一枚铜牌。